# Oderwanz
Oderwanz (polnisch Odrowąż, 1936–1945 Oderhöh) ist ein Ort in der Stadt- und Landgemeinde Oderwanz im Powiat Krapkowicki der Woiwodschaft Opole in Polen.

## Geographie
Das Straßendorf Oderwanz liegt sechs Kilometer westlich von Gogolin, vier Kilometer nördlich von Krapkowice (Krappitz) und 19 Kilometer südlich von Opole (Oppeln) in der Nizina Śląska (Schlesischen Tiefebene) am rechten Ufer der Oder. 
Durch den Ort verläuft die Woiwodschaftsstraße Droga wojewódzka 424. Nördlich und östlich von Oderwanz verläuft die Autobahn A4.
Nachbarorte von Oderwanz sind im Norden Mallnie (Malnia) und im Süden  Krapkowice (Krappitz).

## Geschichte

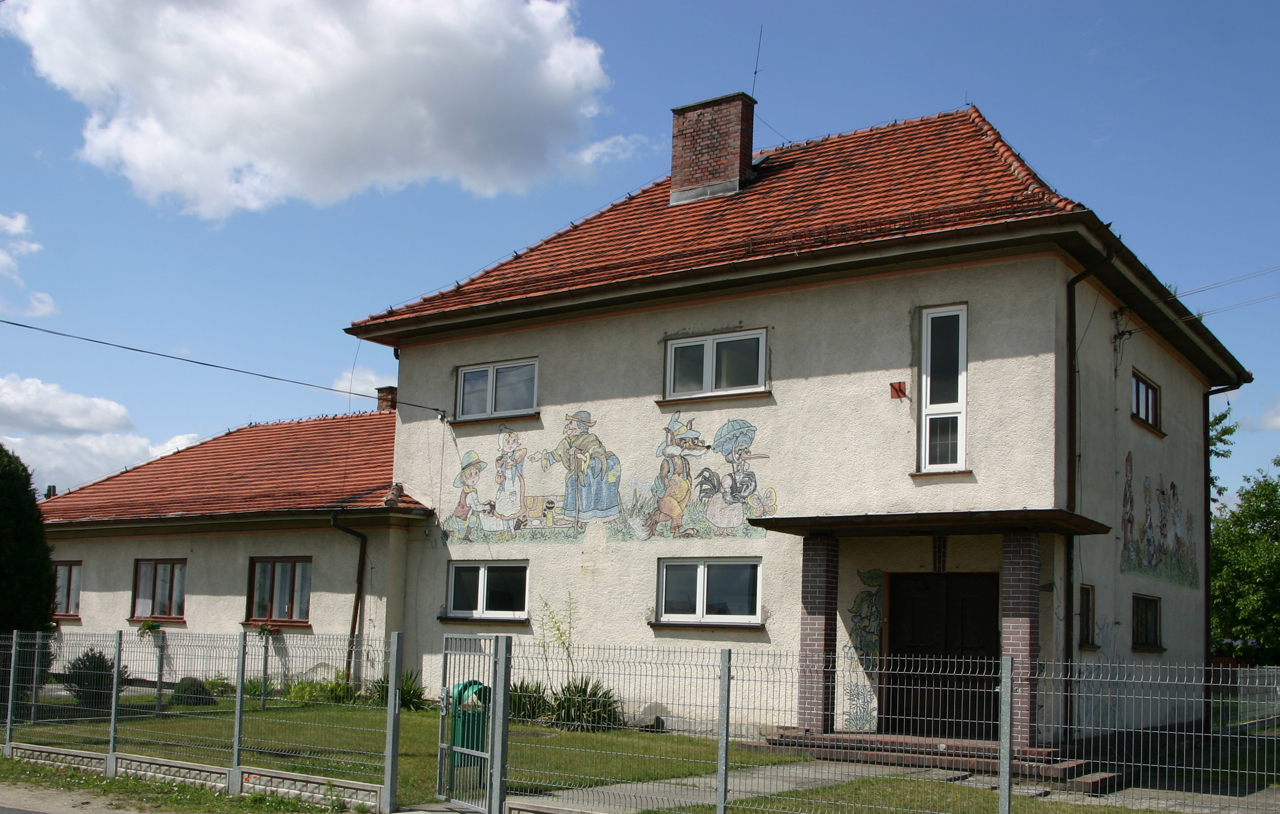
Schule in Oderwanz

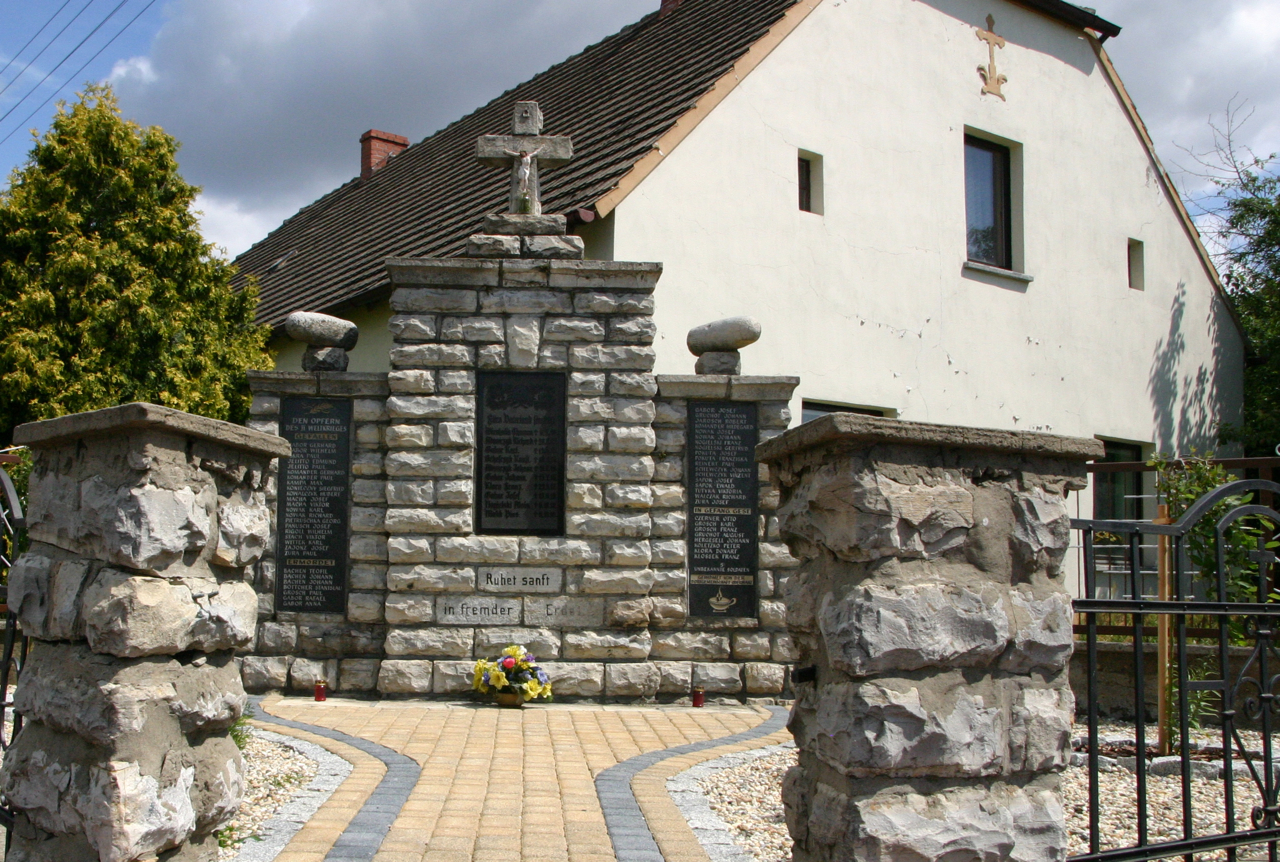
Denkmal für die Gefallenen beider Weltkriege

Die Kolonie Oderwanz wurde 1776 mit 17 Häusern gegründet. Sie kam 1817 vom Landkreis Oppeln zum Landkreis Groß Strehlitz.  1845 wurden 24 Häuser und 163 Einwohner gezählt.
Nach der Neuorganisation der Provinz Schlesien gehörte die Landgemeinde Oderwanz ab 1816 zum Landkreis Groß Strehlitz im Regierungsbezirk Oppeln. 1841 wurde die Urbankapelle eingeweiht. 1845 bestanden in Ort eine Kirche, eine Schmiede und 24 Häuser. Im gleichen Jahr zählte Oderwanz 163 Einwohner, allesamt katholisch. 1861 zählte der Ort 190 Einwohner. 1865 hatte der Ort 23 Kolonistenstellen und neun Schiffer. Eingepfarrt waren die Bewohner nach Ottmuth und eingeschult nach Krappitz. 1874 wurde der Amtsbezirk Ottmuth gegründet, welcher die Landgemeinden Chorulla, Karlubitz, Mallnie, Oberwitz, Oderwanz und Ottmuth und die Gutsbezirke Dallnie Vorwerk, Emilienhof Vorwerk, Karlubitz und Oberwitz Vorwerk umfasste.
Bei der Volksabstimmung in Oberschlesien am 20. März 1921 stimmten 123 Wahlberechtigte für einen Verbleib bei Deutschland und 55 für Polen. Oderwanz verblieb beim Deutschen Reich. 1933 lebten hier 376 Einwohner, 1939 waren es 428 Einwohner. Am 3. Juli 1936 wurde der Ort in Oderhöh umbenannt und befand sich bis 1945 im Landkreis Groß Strehlitz.
1945 kam der bisher deutsche Ort unter polnische Verwaltung und wurde in Odrowąż umbenannt und der Woiwodschaft Schlesien angeschlossen. 1950 kam der Ort zur Woiwodschaft Oppeln, 1999 zum Powiat Krapkowicki. Am 30. April 2010 wurde die amtliche deutsche Ortsbezeichnung Oderwanz hinzugefügt.

## Sehenswürdigkeiten
- Glockenkapelle St. Urban – 1841 errichtet[3]
- Denkmal für die Gefallenen beider Weltkriege
- Steinerne Wegekreuze

## Wappen

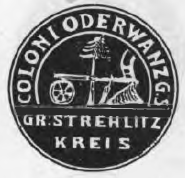
Altes Siegel von 1776

Alte Siegel und Stempel des Ortes zeigen einen Pflug und dahinter einen Nadelbaum. Das Wappen weist somit auf den von Landwirtschaft und Waldwirtschaft geprägten Charakter des Ortes hin.

## Vereine
- Deutscher Freundschaftskreis
- Freiwillige Feuerwehr OSP Odrowąż